# România la Jocurile Olimpice de vară din 1984

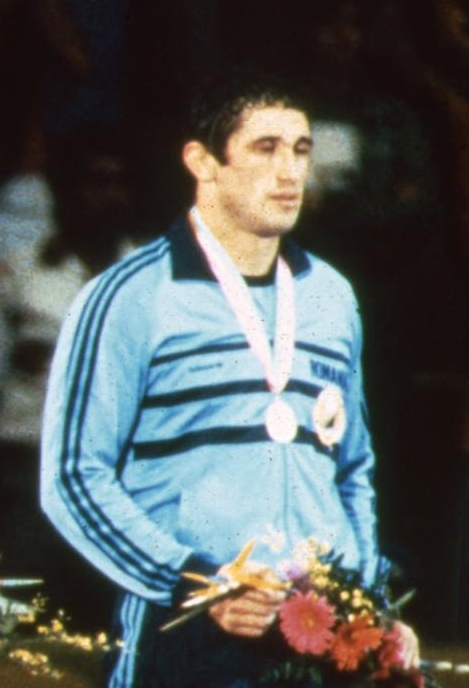
Vasile Andrei

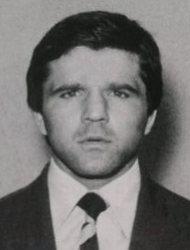
Ion Draica

România a participat la Jocurile Olimpice de vară din 1984 care au avut loc la Los Angeles, Statele Unite, în perioada 28 iulie - 12 august 1984. 124 de competitori, 71 de bărbați și 53 de femei, au luat parte la 86 de evenimente sportive în cadrul a 13 sporturi. România a ocupat locul al doilea pe națiuni, după S.U.A., țara gazdă. Trăgătorul de tir Corneliu Ion a fost portdrapelul României la ceremonia de deschidere.

## Medaliați

### Aur
- Doina Melinte — atletism, 800 metri
- Maricica Puică — atletism, 3.000 metri
- Anișoara Cușmir-Stanciu — atletism, lungime
- Ivan Patzaichin și Toma Simionov — canoe, 1.000m
- Agafia Constantin, Nastasia Nichitov-Ionescu, Tecla Marinescu-Borcănea și Maria Ștefan — kaiac-canoe, 500m
- Ecaterina Szabó — gimnastică, sărituri
- Simona Păucă și Ecaterina Szabó — gimnastică, bârnă
- Ecaterina Szabó — gimnastică, sol
- Lavinia Agache, Laura Cutina, Cristina Grigoraș, Simona Păucă, Mihaela Stănuleț și Ecaterina Szabó — gimnastică, echipe
- Petre Iosub și Valer Toma — canotaj, 2 rame fără cârmaci
- Valeria Răcilă — canotaj, simplu vâsle
- Elisabeta Lipă și Mărioara Popescu — canotaj, dublu vâsle
- Ioana Badea, Sofia Corban, Ecaterina Oancia, Anișoara Sorohan și Maricica Țăran — canotaj, 4+1 vâsle
- Rodica Arba și Elena Horvat — canotaj, 2 rame fără cârmaci
- Chira Apostol, Maria Fricioiu, Olga Homeghi, Viorica Ioja și Florica Lavric — canotaj, 4+1 rame
- Petre Becheru — haltere (82,5 kg)
- Nicu Vlad — haltere (90 kg)
- Ion Draica — lupte greco-romane (82 kg)
- Vasile Andrei — lupte greco-romane (100 kg)

### Argint
- Doina Melinte — atletism, 1.500 metri
- Vali Ionescu — atletism, lungime
- Mihaela Loghin — atletism, greutate
- Ivan Patzaichin și Toma Simionov — canoe, 500m
- Aurora Dan, Rozalia Oros, Elisabeta Tufan-Guzganu, Monica Weber și Marcela Zsak — floretă, echipe
- Ecaterina Szabó — gimnastică, individual compus
- Doina Stăiculescu — gimnastică ritmică, individual compus
- Dimitrie Popescu, Vasile Tomoiagă și Dumitru Răducanu — canotaj, 2+1 rame
- Mihaela Armășescu, Adriana Chelariu, Camelia Diaconescu, Aneta Mihaly, Aurora Pleșca, Lucia Sauca, Doina Bălan, Marioara Trașcă și Viorica Ioja — canotaj, 8+1
- Corneliu Ion — tir, pistol viteză
- Gelu Radu — haltere (60 kg)
- Andrei Socaci — haltere (67,5 kg)
- Petre Dumitru — haltere (90 kg)
- Vasile Groapă — haltere (100 kg)
- Ștefan Tașnadi — haltere (110 kg)
- Ilie Matei — lupte greco-romane (90 kg)

### Bronz
- Fița Lovin — atletism, 800 metri
- Maricica Puică — atletism, 1.500 metri
- Cristieana Cojocaru — atletism, 400 metri garduri
- Florența Crăciunescu — atletism, disc
- Mircea Fulger — box (63,5 kg)
- Costică Olaru — canoe, 500m
- Alexandru Chiculiță, Corneliu Marin, Marin Mustață, Ioan Pop și Vilmoș Szabo — sabie, echipe
- Simona Păucă — gimnastică, individual compus
- Lavinia Agache — gimnastică, sărituri
- Mircea Bedivan, Dumitru Berbece, Iosif Boroș, Alexandru Buligan, Gheorghe Covaciu, Gheorghe Dogărescu, Marian Dumitru, Cornel Durău, Alexandru Fölker, Nicolae Munteanu, Vasile Oprea, Adrian Simion, Vasile Stîngă, Neculai Vasilcă și Maricel Voinea — handbal
- Mircea Frățică — judo (78 kg)
- Mihai Cioc — judo
- Anca Pătrășcoiu — natație, 200m spate
- Dragomir Cioroslan — haltere (75 kg)
- Ștefan Rusu — lupte greco-romane (74 kg)
- Victor Dolipschi — lupte greco-romane (+100 kg)
- Vasile Pușcașu — lupte libere (100 kg)

## Atletism

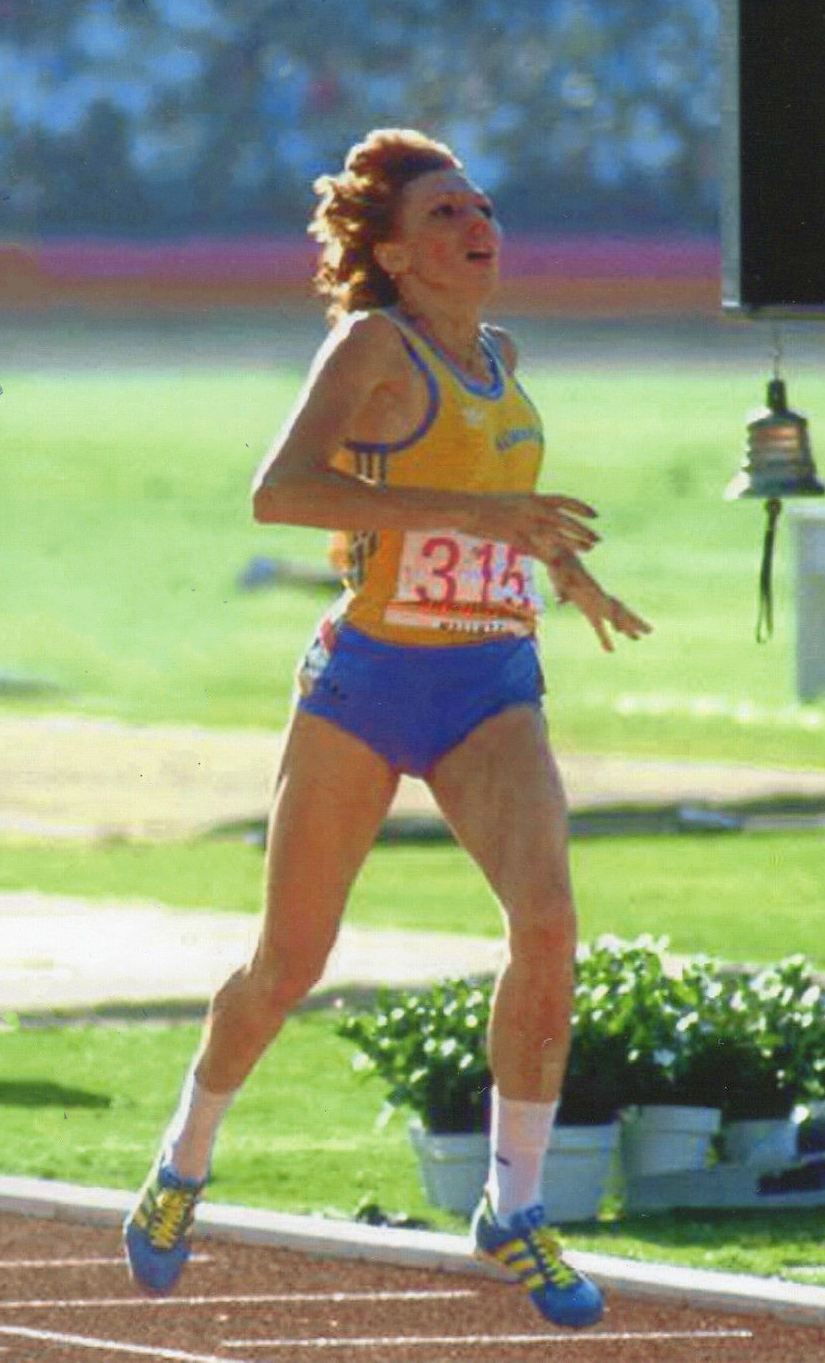
Doina Melinte

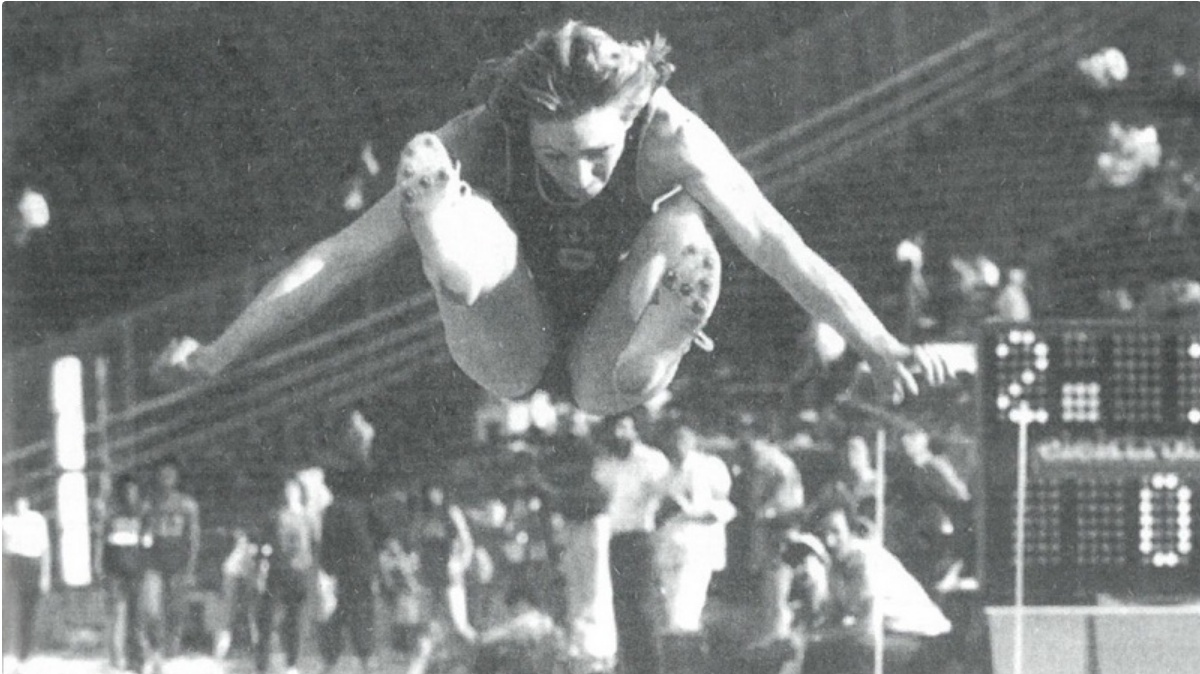
Anișoara Cușmir-Stanciu

Probe pe șosea și pistă
| Atletă              | Probă         | Serie   | Serie | Semifinală | Semifinală | Finală  | Finală |
| Atletă              | Probă         | Timp    | Loc   | Timp       | Loc        | Timp    | Loc    |
| ------------------- | ------------- | ------- | ----- | ---------- | ---------- | ------- | ------ |
| Doina Melinte       | 800 m         | 2:02,77 | 1     | 2:01,42    | 2          | 1:57,60 | 1      |
| Doina Melinte       | 1500 m        | 4:10,48 | 1     | N/A        | N/A        | 4:03,76 | 2      |
| Fița Lovin          | 800 m         | 2:01,51 | 1     | 1:59,29    | 1          | 1:58,83 | 3      |
| Fița Lovin          | 1500 m        | 4:10,58 | 3     | N/A        | N/A        | 4:09,11 | 9      |
| Maricica Puică      | 1500 m        | 4:05,30 | 2     | N/A        | N/A        | 4:04,15 | 3      |
| Maricica Puică      | 3000 m        | 8:43,32 | 1     | N/A        | N/A        | 8:35,96 | 1      |
| Cristieana Cojocaru | 400 m garduri | 56,94   | 2     | 55,24      | 2          | 55,41   | 3      |

Probe pe teren
| Atletă                  | Probă    | Calificare | Calificare | Finală   | Finală |
| Atletă                  | Probă    | Distanță   | Loc        | Distanță | Loc    |
| ----------------------- | -------- | ---------- | ---------- | -------- | ------ |
| Niculina Vasile         | înălțime | 1,90       | =13        | 1,85     | =11    |
| Anișoara Stanciu-Cușmir | lungime  | 6,69       | 2          | 6,96     | 1      |
| Vali Ionescu            | lungime  | 6,60       | 5          | 6,81     | 2      |
| Mihaela Loghin          | greutate | N/A        | N/A        | 20,47    | 2      |
| Florența Crăciunescu    | greutate | N/A        | N/A        | 17,23    | 8      |
| Florența Crăciunescu    | disc     | 57,84      | 2          | 63,64    | 3      |

## Box
| Sportiv         | Probă         | Primul meci           | Al 2-lea meci         | Al 3-lea meci         | Sferturi              | Semifinale            | Finală            | Finală |
| Sportiv         | Probă         | Adversar Rezultat     | Adversar Rezultat     | Adversar Rezultat     | Adversar Rezultat     | Adversar Rezultat     | Adversar Rezultat | Loc    |
| --------------- | ------------- | --------------------- | --------------------- | --------------------- | --------------------- | --------------------- | ----------------- | ------ |
| Nicolae Talpoș  | pană          | PAS                   | Taylor (USA) P 0–5    | Nu a avansat          | Nu a avansat          | Nu a avansat          | Nu a avansat      | =17    |
| Viorel Ioana    | semiușoară    | Cornett (AUS) P 1–4   | Nu a avansat          | Nu a avansat          | Nu a avansat          | Nu a avansat          | Nu a avansat      | =33    |
| Mircea Fulger   | ușoară        | PAS                   | Duarte (FRA) C AOL    | Sjöstrand (SWE) C 5–0 | Belkhir (TUN) C 5–0   | Umponmaha (THA) P 0–5 | Nu a avansat      | 3      |
| Rudel Obreja    | semimijlocie  | Longoudé (CAF) C k.o. | Hughes (GBR) C 5–0    | Breland (USA) P 0–5   | Nu a avansat          | Nu a avansat          | Nu a avansat      | =9     |
| Gheorghe Simion | mijlocie mică | Dal-Ho (KOR) P 0–5    | Nu a avansat          | Nu a avansat          | Nu a avansat          | Nu a avansat          | Nu a avansat      | =33    |
| Georgică Donici | semigrea      | PAS                   | Fine Sani (TGA) C 5–0 | N/A                   | Josipović (YUG) P 0–5 | Nu a avansat          | Nu a avansat      | =5     |

## Caiac canoe

Agafia Constantin, Nastasia Nichitov-Ionescu, Tecla Marinescu-Borcănea și Maria Ștefan

| Sportiv                                                                           | Probă      | Serie   | Serie | Recalificări | Recalificări | Semifinale | Semifinale | Finală        | Finală        |
| Sportiv                                                                           | Probă      | Timp    | Loc   | Timp         | Loc          | Timp       | Loc        | Timp          | Loc           |
| --------------------------------------------------------------------------------- | ---------- | ------- | ----- | ------------ | ------------ | ---------- | ---------- | ------------- | ------------- |
| Costică Olaru                                                                     | C-1 500 m  | 2:03,49 | 1     | N/A          | N/A          | 2:02,62    | 1          | 1:59,86       | 3             |
| Costică Olaru                                                                     | C-1 1000 m | 4:15,36 | 2     | N/A          | N/A          | N/A        | N/A        | 4:16,39       | 5             |
| Ivan Patzaichin Toma Simionov                                                     | C-2 500 m  | 1:47,18 | 1     | N/A          | N/A          | N/A        | N/A        | 1:45,68       | 2             |
| Ivan Patzaichin Toma Simionov                                                     | C-2 1000 m | 3:47,60 | 1     | N/A          | N/A          | N/A        | N/A        | 3:40,60       | 1             |
| Vasile Dîba                                                                       | K-1 500 m  | 1:48,38 | 1     | N/A          | N/A          | 1:49,45    | 1          | 1:48,77       | 4             |
| Vasile Dîba                                                                       | K-1 1000 m | 3:57,95 | 3     | N/A          | N/A          | 3:59,40    | 3          | 3:51,61       | 7             |
| Nicolae Fedosei Angelin Velea                                                     | K-2 500 m  | 1:37,94 | 3     | N/A          | N/A          | 1:36,60    | 2          | 1:35,60       | 5             |
| Alexandru Dulău Ion Geantă                                                        | K-2 1000 m | 3:35,25 | 3     | 3:41,03      | 2            | 3:29,99    | 4          | nu au avansat | nu au avansat |
| Ionel Constantin Nicolae Fedosei Ionel Lețcae Angelin Velea                       | K-4 1000 m | 3:06,97 | 2     | N/A          | N/A          | 3:08,44    | 1          | 3:04,39       | 4             |
| Tecla Marinescu-Borcănea                                                          | K-1 500 m  | 2:05.72 | 3     | N/A          | N/A          | N/A        | N/A        | 2:00.12       | 4             |
| Agafia Constantin Nastasia Nichitov-Ionescu                                       | K-2 500 m  | 1:49,85 | 2     | N/A          | N/A          | N/A        | N/A        | 1:47,56       | 4             |
| Agafia Constantin Nastasia Nichitov-Ionescu Tecla Marinescu-Borcănea Maria Ștefan | K-4 500 m  | N/A     | N/A   | N/A          | N/A          | N/A        | N/A        | 1:38.34       | 1             |

## Canotaj

Rodica Arba și Elena Horvat

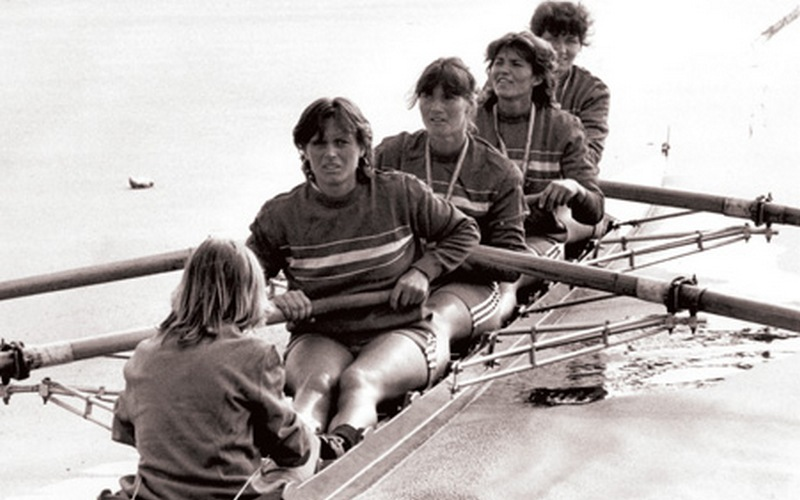
Chira Apostol, Maria Fricioiu, Olga Homeghi, Florica Lavric și Viorica Ioja

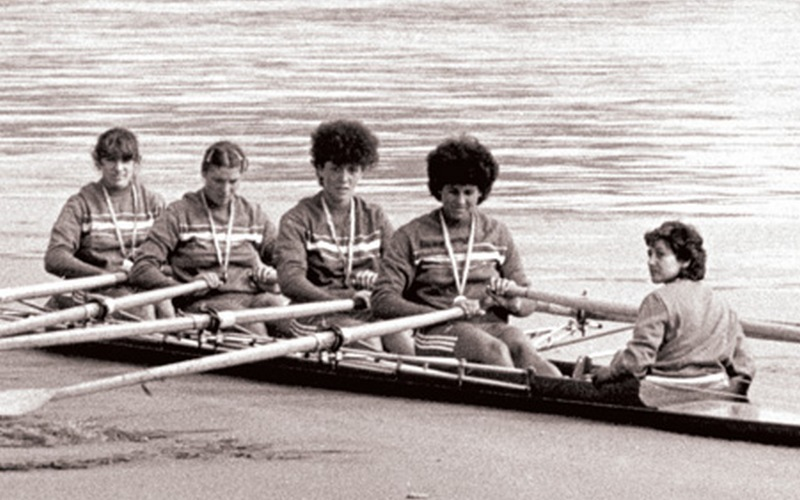
Ioana Badea, Sofia Corban, Maricica Țăran, Anișoara Sorohan și Ecaterina Oancia

Masculin
| Sportivi                                                    | Probă                   | Serie   | Serie | Recalificări | Recalificări | Semifinale | Semifinale | Finală B | Finală B | Finală A | Finală A | Loc |
| Sportivi                                                    | Probă                   | Timp    | Loc   | Timp         | Loc          | Timp       | Loc        | Timp     | Loc      | Timp     | Loc      | Loc |
| ----------------------------------------------------------- | ----------------------- | ------- | ----- | ------------ | ------------ | ---------- | ---------- | -------- | -------- | -------- | -------- | --- |
| Petru Iosub Valer Toma                                      | Dublu rame              | 6:56,60 | 2     | N/A          | N/A          | 6:53,23    | 1          | N/A      | N/A      | 6:45,39  | 1        | 1   |
| Dimitrie Popescu Vasile Tomoiagă Dumitru Răducanu (cârmaci) | Dublu rame cu cârmaci   | 7:50,12 | 1     | N/A          | N/A          | N/A        | N/A        | N/A      | N/A      | 7:07,17  | 4        | 4   |
| Daniel Voiculescu Carolică Ilieș Petru Iosub Nicolae Simion | Patru rame fără cârmaci | 7:12,18 | 1     | N/A          | N/A          | N/A        | N/A        | N/A      | N/A      | 7:11,21  | 2        | 2   |

Feminin
| Sportive | Probă                   | Serie   | Serie | Recalificări | Recalificări | Semifinale | Semifinale | Finală B | Finală B | Finală A | Finală A | Loc |
| Sportive | Probă                   | Timp    | Loc   | Timp         | Loc          | Timp       | Loc        | Timp     | Loc      | Timp     | Loc      | Loc |
| --- | ----------------------- | ------- | ----- | ------------ | ------------ | ---------- | ---------- | -------- | -------- | -------- | -------- | --- |
| Valeria Răcilă | Simplu vâsle            | 3:44,22 | 1     | N/A          | N/A          | 3:54,55    | 1          | N/A      | N/A      | 3:40,68  | 1        | 1   |
| Mărioara Popescu-Ciobanu Elisabeta Oleniuc | Dublu vâsle             | 3:24,28 | 1     | N/A          | N/A          | N/A        | N/A        | N/A      | N/A      | 3:26,75  | 1        | 1   |
| Rodica Arba Elena Horvat | Dublu rame fără cârmaci | N/A     | N/A   | N/A          | N/A          | N/A        | N/A        | N/A      | N/A      | 3:32,60  | 1        | 1   |
| Florica Lavric Maria Fricioiu Chira Apostol Olga Homeghi-Bularda Viorica Ioja (cârmaci)                                                         | Patru rame cu cârmaci   | 3:21,61 | 1     | N/A          | N/A          | N/A        | N/A        | N/A      | N/A      | 3:19,30  | 1        | 1   |
| Maricica Țăran Anișoara Sorohan Ioana Badea Sofia Corban Ecaterina Oancia (cârmaci)                                                             | Patru vâsle cu cârmaci  | 3:15,34 | 1     | N/A          | N/A          | N/A        | N/A        | N/A      | N/A      | 3:14,11  | 1        | 1   |
| Doina Bălan Mărioara Trașcă Aurora Pleșca Aneta Mihaly Adriana Chelariu Mihaela Armășescu Camelia Diaconescu Lucia Sauca Viorica Ioja (cârmaci) | Opt rame cu cârmaci     | N/A     | N/A   | N/A          | N/A          | N/A        | N/A        | N/A      | N/A      | 3:00,87  | 2        | 2   |

## Gimnastică
Masculin
| Sportiv         | Sol    | Sol | Sărituri | Sărituri | Paralele | Paralele | Bară   | Bară | Inele  | Inele | Cal cu mânere | Cal cu mânere | Compus  | Compus |
| Sportiv         | Puncte | Loc | Puncte   | Loc      | Puncte   | Loc      | Puncte | Loc  | Puncte | Loc   | Puncte        | Loc           | Puncte  | Loc    |
| --------------- | ------ | --- | -------- | -------- | -------- | -------- | ------ | ---- | ------ | ----- | ------------- | ------------- | ------- | ------ |
| Emilian Nicula  | 19,35  | =21 | 19,40    | =47      | 19,00    | =37      | 19,15  | =51  | 19,500 | 7     | 19,15         | =24           | 116,025 | 14     |
| Valentin Pîntea | 19,600 | 6   | 19,65    | =10      | 19,00    | =37      | 19,30  | =41  | 19,50  | =15   | 19,05         | =30           | 116,000 | =15    |

Feminin
| Sportivă          | Sol    | Sol | Sărituri | Sărituri | Paralele inegale | Paralele inegale | Bârnă  | Bârnă | Compus | Compus |
| Sportivă          | Puncte | Loc | Puncte   | Loc      | Puncte           | Loc              | Puncte | Loc   | Puncte | Loc    |
| ----------------- | ------ | --- | -------- | -------- | ---------------- | ---------------- | ------ | ----- | ------ | ------ |
| Ecaterina Szabó   | 19,975 | 1   | 19,875   | 1        | 19.20            | =13              | 19,800 | =     | 79,125 | 2      |
| Simona Păuca      | 19,45  | =10 | 19,45    | 15       | 19,35            | =11              | 19,800 | =     | 78,675 | 3      |
| Laura Cutina      | 19.150 | 8   | 19.60    | =8*      | 19,65            | 4***             | 19,45  | 8*    | 78,300 | 5      |
| Cristina Grigoraș | 19,50  | =7* | 19,60    | =8*      | 19,40            | =8*              | 19,40  | 9     | 77,90  | 8**    |
| Mihaela Stănuleț  | 19,10  | =26 | 19,60    | =8*      | 19,650           | 4                | 19,50  | =6*   | 77,70  | 10**   |
| Lavinia Agache    | 19,15  | =23 | 19,750   | 3        | 19,150           | 8                | 19,25  | =12   | 77,60  | 11**   |
| România           |        |     |          |          |                  |                  |        |       | 392,20 | 1      |

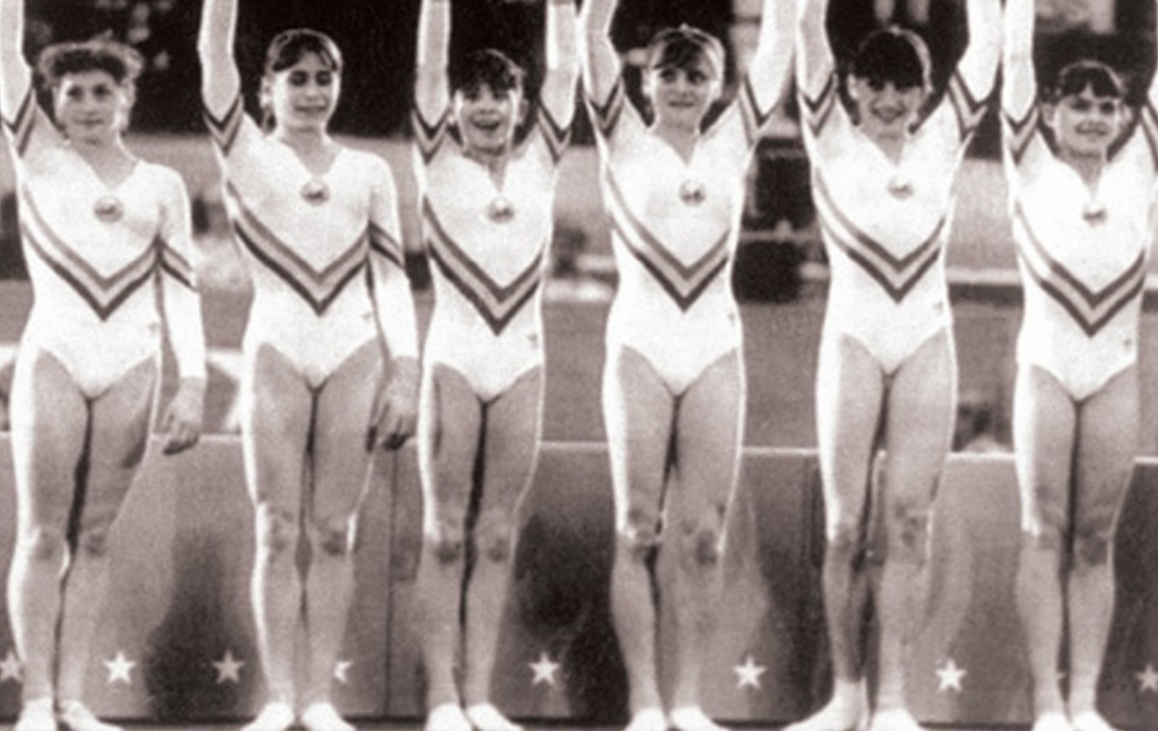
Ecaterina Szabó, Laura Cutina, Simona Păucă, Cristina Grigoraș, Mihaela Stănuleț și Lavinia Agache

* S-a calificat în finală dar nu a putut să concureze acolo deoarece au fost admise doar două gimnaste dintr-o singură țară.
** S-a calificat în finală dar nu a putut să concureze acolo deoarece au fost admise doar trei gimnaste dintr-o singură țară.
*** S-a calificat în finală dar nu a participat acolo.
Gimnastică ritmică
| Sportivă          | Compus | Compus |
| Sportivă          | Puncte | Loc    |
| ----------------- | ------ | ------ |
| Doina Stăiculescu | 57,900 | 2      |
| Alina Drăgan      | 57,375 | 4      |

## Handbal
Echipa
| - Nicolae Munteanu - Marian Dumitru - Iosif Boroș - Maricel Voinea - Vasile Stîngă - Gheorghe Dogărescu - Gheorghe Covaciu - Cornel Durău - Alexandru Fölker - Dumitru Berbece - Neculai Vasilcă - Alexandru Buligan - Vasile Oprea - Mircea Bedivan - Adrian Simion |

| Echipă  | Probă            | Faza grupelor     | Faza grupelor     | Faza grupelor     | Faza grupelor     | Faza grupelor        | Faza grupelor | Finală mică         | Finală mică |
| Echipă  | Probă            | Adversar Scor     | Adversar Scor     | Adversar Scor     | Adversar Scor     | Adversar Scor        | Loc           | Adversar Scor       | Loc         |
| ------- | ---------------- | ----------------- | ----------------- | ----------------- | ----------------- | -------------------- | ------------- | ------------------- | ----------- |
| România | Turneul masculin | Algeria · C 25-16 | Islanda · C 26-17 | Elveția · C 23-17 | Japonia · C 28-22 | Iugoslavia · P 18-19 | 2             | Danemarca · C 23-19 | 3           |

## Haltere

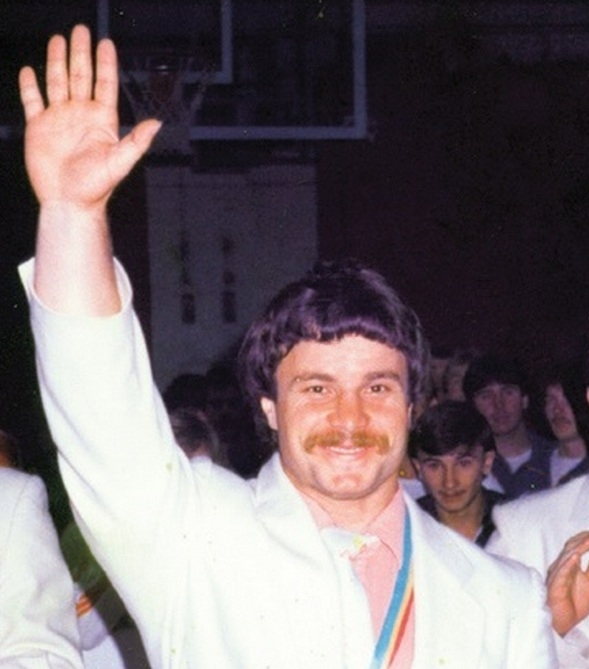
Petre Becheru

| Sportiv            | Probă    | Smuls    | Smuls | Aruncat  | Aruncat | Total         | Loc           |
| Sportiv            | Probă    | Rezultat | Loc   | Rezultat | Loc     | Total         | Loc           |
| ------------------ | -------- | -------- | ----- | -------- | ------- | ------------- | ------------- |
| Gheorghe Maftei    | −56 kg   | 110,0    | =5    | FR       | –       | nu a terminat | nu a terminat |
| Gelu Radu          | −60 kg   | 125,0    | =1    | 155,0    | =2      | 280,0         | 2             |
| Mircea Tuli        | −60 kg   | 115,0    | =8    | 150,0    | =5      | 265,0         | 9             |
| Andrei Socaci      | −67,5 kg | 142,5    | =1    | 170,0    | =4      | 312,5         | 2             |
| Dragomir Cioroslan | −75 kg   | 147,5    | =2    | 185,0    | =3      | 332,5         | 3             |
| Petre Becheru      | −82,5 kg | 155,0    | 1     | 200,0    | 1       | 355,0         | 1             |
| Nicu Vlad          | −90 kg   | 172,5    | 1     | 220,0    | 1       | 392,5         | 1             |
| Petre Dumitru      | −90 kg   | 165,0    | 2     | 195,0    | =3      | 360,0         | 2             |
| Vasile Groapă      | −100 kg  | 165,0    | 3     | 217,5    | =1      | 382,5         | 2             |
| Ștefan Tașnadi     | −110 kg  | 167,5    | 3     | 212,5    | 2       | 380,0         | 2             |

## Judo
| Sportiv            | Probă              | Primul meci       | Al 2-lea meci     | Al 3-lea meci     | Sferturi de finală | Semifinale        | Recalificări      | Recalificări      | Finală / MB       | Loc |
| Sportiv            | Probă              | Adversar Rezultat | Adversar Rezultat | Adversar Rezultat | Adversar Rezultat  | Adversar Rezultat | Adversar Rezultat | Adversar Rezultat | Adversar Rezultat | Loc |
| ------------------ | ------------------ | ----------------- | ----------------- | ----------------- | ------------------ | ----------------- | ----------------- | ----------------- | ----------------- | --- |
| Constantin Niculae | −65 kg             | PAS               | Padilla (MEX) C   | Mbida (CGO) C     | Matsuoka (JPN) P   | N/A               | N/A               | Gawthorpe (GBR) P | Nu a avansat      | =7  |
| Mircea Frățică     | −78 kg             | Chung Tai (HKG) C | Diop (MLI) C      | Kjellin (SWE) C   | Bonnet (PUR) C     | Wieneke (FRG) P   | N/A               | N/A               | Takano (JPN) C    | 3   |
| Mihai Cioc         | categorie deschisă | N/A               | N/A               | Salonen (FIN) C   | Rashwan (EGY) P    | N/A               | N/A               | Kiiari (TUN) C    | Guoqing (CHN) C   | 3   |

## Lupte
Masculin greco-roman
| Sportiv          | Probă        | Faza grupelor      | Faza grupelor      | Faza grupelor      | Faza grupelor     | Faza grupelor      | Faza grupelor     | Faza grupelor | Runda finală        | Loc |
| Sportiv          | Probă        | Adversar Rezultat  | Adversar Rezultat  | Adversar Rezultat  | Adversar Rezultat | Adversar Rezultat  | Adversar Rezultat | Loc           | Adversar Rezultat   | Loc |
| ---------------- | ------------ | ------------------ | ------------------ | ------------------ | ----------------- | ------------------ | ----------------- | ------------- | ------------------- | --- |
| Mihai Cișmaș     | muscă        | Miyahara (JPN) P   | Rønningen (NOR) C  | Dae-Du (KOR) P     | nu a avansat      | N/A                | N/A               | 4             | nu a avansat        | 8   |
| Nicolae Zamfir   | cocoș        | Mourier (FRA) C    | Karadağ (TUR) P    | Byeong-Hyo (KOR) C | Famiano (USA) C   | Passarelli (FRG) P | N/A               | 2             | Cholidis (GRE) P    | 4   |
| Constantin Uță   | pană         | Dequn (CHN) C      | Gabriel (FRG) P    | Yeats (CAN) P      | nu a avansat      | nu a avansat       | nu a avansat      | 6             | nu a avansat        |     |
| Ștefan Negrișan  | ușoară       | Souaken (MAR) C    | Yeon-Ik (KOR) C    | PAS                | Lisjak (YUG) P    | Streitler (AUT) C  | N/A               | 2             | Martinez (USA) P    | 4   |
| Ștefan Rusu      | semimijlocie | Stuebing (CAN) C   | Salomäki (FIN) P   | Ibrahim (EGY) C    | Kasap (YUG) C     | N/A                | N/A               | 2             | Yeong-Nam (KOR) C   | 3   |
| Ion Draica       | mijlocie     | Mysen (NOR) C      | Chandler (USA) C   | PAS                | El-Ashram (EGY) C | Claeson (SWE) C    | N/A               | 1             | Thanopoulos (GRE) C | 1   |
| Ilie Matei       | semigrea     | Hase (JPN) C       | Abdah (EGY) C      | Court (FRA) C      | Sachs (FRG) C     | N/A                | N/A               | 1             | Fraser (USA) P      | 2   |
| Vasile Andrei    | grea         | Gustavsson (SWE) C | Pitschmann (AUT) C | Poikilidis (GRE) C | N/A               | N/A                | N/A               | 1             | Gibson (USA) C      | 1   |
| Victor Dolipschi | supergrea    | Johansson (SWE) E  | La Penna (ITA) C   | El-Haddad (EGY) E  | N/A               | N/A                | N/A               | 1             | Memišević (YUG) P   | *   |

* Victor Dolipschi a obținut medalia de bronz după ce suedezul Tomas Johansson a fost descalificat pentru dopaj.
Masculin stil liber
| Sportiv        | Probă     | Faza grupelor       | Faza grupelor     | Faza grupelor     | Faza grupelor      | Faza grupelor     | Faza grupelor     | Faza grupelor | Runda finală      | Loc |
| Sportiv        | Probă     | Adversar Rezultat   | Adversar Rezultat | Adversar Rezultat | Adversar Rezultat  | Adversar Rezultat | Adversar Rezultat | Loc           | Adversar Rezultat | Loc |
| -------------- | --------- | ------------------- | ----------------- | ----------------- | ------------------ | ----------------- | ----------------- | ------------- | ----------------- | --- |
| Ilie Matei     | semigrea  | Majeed (PAK) P      | NS                | nu a avansat      | nu a avansat       | nu a avansat      | nu a avansat      |               | nu a avansat      |     |
| Vasile Pușcașu | grea      | Atiyeh (SYR) P      | PAS               | Singh (IND) C     | Poikilidis (GRE) C | N/A               | N/A               | 2             | Sezgin (TUR) C    | 3   |
| Vasile Andrei  | supergrea | Baumgartner (USA) P | Taşkın (TUR) P    | nu a avansat      | nu a avansat       | nu a avansat      | nu a avansat      | 3             | nu a avansat      | 6   |

## Natație
| Sportiv         | Probă       | Serie   | Serie | Finală B | Finală B | Finală A | Loc |
| Sportiv         | Probă       | Timp    | Loc   | Timp     | Loc      | Timp     | Loc |
| --------------- | ----------- | ------- | ----- | -------- | -------- | -------- | --- |
| Carmen Bunaciu  | 100 m spate | 1:03,79 | 3     | N/A      | N/A      | 1:03,21  | 4   |
| Carmen Bunaciu  | 200 m spate | 2:16,41 | 2     | N/A      | N/A      | 2:16,15  | 7   |
| Anca Pătrășcoiu | 100 m spate | 1:04,16 | 1     | N/A      | N/A      | 1:03,29  | 5   |
| Anca Pătrășcoiu | 200 m spate | 2:16,71 | 2     | N/A      | N/A      | 2:13,29  | 3   |
| Anca Pătrășcoiu | 400 m mixt  | 5:03,97 | 5     | 5:05,53  | 8        | N/A      | 16  |

## Scrimă
11 scrimeri români au luat parte la cinci probe.
| Floretă masculin                                                                 |
| -------------------------------------------------------------------------------- |
| Petru Kuki: locul 9                                                              |
| Floretă feminin                                                                  |
| Elisabeta Tufan-Guzganu: locul 4 Aurora Dan: locul 9 Marcela Zsak: locul 18      |
| Floretă feminin pe echipe                                                        |
| Aurora Dan, Elisabeta Tufan-Guzganu, Marcela Zsak, · Rozalia Oros, Monica Weber: |
| Sabie masculin                                                                   |
| Marin Mustață: locul 6 Ioan Pop: locul 8 Cornel Marin: locul 13                  |
| Sabie masculin pe echipe                                                         |
| Alexandru Chiculiță, Corneliu Marin, Marin Mustață, · Ioan Pop, Vilmoș Szabo:    |

## Tir
| Sportiv         | Probă                                     | Puncte | Loc |
| --------------- | ----------------------------------------- | ------ | --- |
| Corneliu Ion    | Pistol viteză 25 m                        | 593    | 2   |
| Marin Stan      | Pistol viteză 25 m                        | 588    | =13 |
| Sorin Babii     | pistol liber 50 m                         | 555    | =11 |
| Constantin Stan | pușcă cu aer comprimat 10 m               | 577    | =20 |
| Constantin Stan | armă liberă calibru redus 50 m, 3 poziții | 1.140  | =20 |
| Constantin Stan | armă liberă calibru redus 50 m, culcat    | 591    | =17 |
| Maria Macovei   | pistol 25 m                               | 577    | 8   |
| Elena Macovei   | pistol 25 m                               | 572    | =15 |

## Legături externe
Materiale media legate de România la Jocurile Olimpice de vară din 1984 la Wikimedia Commons
- Echipa olimpică a României Arhivat în 5 noiembrie 2021, la Wayback Machine. la Comitetul Olimpic si Sportiv Român
- en  Romania at the 1984 Summer Olympics la Olympedia.org